# Rhacophorus harrissoni
Espèce
Statut de conservation UICN

 LC  : Préoccupation mineure
Rhacophorus harrissoni est une espèce d'amphibiens de la famille des Rhacophoridae.

## Répartition
Cette espèce est endémique du nord de Bornéo. Elle rencontre jusqu'à 250 m d'altitude, :
- en Malaisie orientale dans les États du Sabah et du Sarawak ;
- en Indonésie au Kalimantan ;
- au Brunei.

Elle vit dans la forêt tropicale humide primaire et secondaire, sur des terrains plats et vallonnées.

## Étymologie
Cette espèce est nommée en l'honneur de Tom Harrisson.

## Publication originale
- Inger & Haile, 1959 : Two new frogs from Sarawak. The Sarawak Museum Journal, vol. 9, p. 270–276.